# Pelazoneuron
Genre
Pelazoneuron est un genre de fougères de la famille des Thelypteridaceae (ordre des Polypodiales).

## Répartition
Les espèces du genre Pelazoneuron se rencontrent dans le Sud-Est des États-Unis, ainsi que de certaines parties de l'Amérique centrale et du Nord-Est de l'Amérique du Sud.

## Liste des espèces
Selon GBIF (19 janvier 2024) :
- Pelazoneuron abruptum (C.Presl) A.R.Sm. & S.E.Fawc.
- Pelazoneuron acunae (C.Sánchez & Zavaro)
- Pelazoneuron albicaule (Fee) A.R.Sm. & S.E.Fawc.
- Pelazoneuron augescens (Link) A.R.Sm. & S.E.Fawc.
- Pelazoneuron berroi (C.Chr.) A.R.Sm. & S.E.Fawc.
- Pelazoneuron blepharis (A.R.Sm.) A.R.Sm. & S.E.Fawc.
- Pelazoneuron clivale (A.R.Sm.) A.R.Sm. & S.E.Fawc.
- Pelazoneuron cretaceum (A.R.Sm.) A.R.Sm. & S.E.Fawc.
- Pelazoneuron depilatum (A.R.Sm.) A.R.Sm. & S.E.Fawc.
- Pelazoneuron invisum (Sw.)
- Pelazoneuron kunthii (Desv.) A.R.Sm. & S.E.Fawc.
- Pelazoneuron lanosum (C.Chr.) A.R.Sm. & S.E.Fawc.
- Pelazoneuron ovatum (R.P.St.John) A.R.Sm. & S.E.Fawc.
- Pelazoneuron oviedoae (C.Sánchez & Zavaro)
- Pelazoneuron patens (Sw.) A.R.Sm. & S.E.Fawc.
- Pelazoneuron patens Sw
- Pelazoneuron puberulum (Baker) A.R.Sm. & S.E.Fawc.
- Pelazoneuron schizotis (Hook.) A.R.Sm. & S.E.Fawc.
- Pelazoneuron serra (Sw.) A.R.Sm. & S.E.Fawc.
- Pelazoneuron tuerckheimii (Donn.Sm.) A.R.Sm. & S.E.Fawc.

## Systématique
Le nom correct complet (avec auteur) de ce taxon est Pelazoneuron (Holttum) A.R.Sm. & S.E.Fawc..